# Исупово (Арзамасский район)
Ису́пово — деревня в Арзамасском районе Нижегородской области.

## История
Время возникновения и история села точно не известны. Существует предположение, что село возникло примерно в конце XVI века. Иван Грозный предпринимал поход на Казань. Дорога была очень трудной и изнурительной, поэтому часто армия Грозного останавливалась передохнуть в различных деревнях и селах.
Проезжая несколько сел находящихся недалеко друг от друга, князю Юсупову в одном из этих поселений захотелось остановиться. В это время там проживала мордва. Местность ему очень понравилась, о чем он и сообщил его жителям.
Село решили назвать в честь этого князя — Юсупово. Со временем, для удобства произношения, оно стало называться Исупово.
Согласно архивным источникам, в первой половине XVIII века, деревня была владением бригадира Леонтия Гавриловича Исупова, по фамилии которого и получила название.
В 1885 году это был поселок. Основное население составляли помещичьи крестьяне. Было много отхожих людей — мастеров, маляров, кровельщиков, сапожников, печников. Среди них были известные мастера своего дела: Горячёв М. Я., Галандин Н. Г. и т. д. в селе ярмарки не проводились, все ездили на ярмарку в другие села — Адашово и Большое Маресьево.
На территории села было 12 ветряных мельниц и одна с движком, 3 мясобойки, 3 тестобойки, которые раньше назывались просто рушники.. они находились на Хвощихе, так теперь называется находящийся там овраг.
В основном население занималось обработкой земли. В то время на участках сажали рожь, овёс, чечевицу, просо, лен, делали пеньку и пряли, потом делали полотно и шили сами себе одежду, так как готового материала тогда почти не было, и достать его было очень трудно, да и не у всех были на это средства. В основном крестьяне по своему вероисповеданию были православные. В конце 19 века в селе существовала начальная церковно-приходская школа. В 1916 была построена первая типовая земская начальная школа. В 1952 году на базе фундамента сломанной церкви была построена средняя школа, которая существует до сих пор.
Церковь в Исупово построена в 1875, её попом был Хвощев Николай. При советской власти, во время борьбы с религией этот памятник архитектуры был разрушен.
В 1918 году мирным путём была установлена советская власть. Активистами были Медведев Т. М., Жуков Н. В. в колхозе им. Ленина, который образовался в 1929 году, было всего пять лошадей, 1 молотилка, несколько плугов. Было 10 полевых бригад. Первым председателем стал Поляков И. А. Во время Великой Отечественной воины колхоз разделили на 3: Победа, 26 лет Октябрю, колхоз им. Ленина. Все трудоспособные мужчины были мобилизованы на фронт. Все заботы легли на женщин, стариков и подростков. К 9 мая 1993 года был открыт памятник, посвященный всем тем, кто не вернулся с боя, кто отдал свою жизнь за Родину. В 1951. Все 3 колхоза были вновь объединены в один им. Ленина. в 1988 году село Исупово вышло из колхоза им. Ленина и образовало свой — Исуповский.

## Население
| 2002 | 2010 |
| ---- | ---- |
| 8    | ↘4   |